# 4347 Reger
4347 Reger este un asteroid din centura principală, descoperit pe 13 august 1988 de Freimut Börngen.